# Henrik Jensen Dorch
Henrik Jensen Dorch (født 1782, død 29. august 1867). var søn af hattemager Jens Henrichsen Dorch, der var fadder til eventyrdigteren H.C. Andersen i Sankt Hans Kirke i Odense.
Som sin far, var Dorch var hattemagermester i Odense i Hattefirmaet Henrik Dorch, grundlagt den 12. februar 1753 af hans farfar i Frue Kirkestrædet ved Vor Frue Kirke (Odense).
Dorch bestod sin svendeprøve den 7. september 1801, blev optaget som mester den 7. december 1804 og overtog sin fars firma efter dennes død i 1812.
Dorchs hustru var Ane Kierstine Lewring, med hvem han fik 9 børn, 
herunder den senere Kgl. Hof-hattemager sønnen Rasmus Dorch (1819-1872)
og hattemagermester Niels Peter Dorch (1814-1882),
hvis søn, Henrik Jensen Dorch den 2. (1856-1909) videreførte familiefirmaet og flyttede en gren af det til Aarhus i 1881 og få år senere til København i 1889.
En af Dorchs andre sønner, Claus Dorch (1823-1876)
uddannede sig til farvesvend og nedsatte sig som farve- og klædefabrikant i Odense og opførte en fabrik i Frue Kirkestrædet 14, der nedbrændte natten mellem den 2. og 3. juli 1875.
Iflg. forskellige overleveringer, måtte Dorch omkring 1802 betale en bøde på 3 rigsdaler for at have besvangret pigen Kirsten Olsdatter, et forhold der kan ligge til grund for en af de mange myter om mulige faderlige ophav til H. C. Andersen, der bl.a. også omfatter en anden af digterens faddere, nemlig portneren Nicolas Gomard.
Ved Dorchs død blev han blev han hædret i en såkaldt ligtale som hattemagermester og dannebrogsmand.

## Henvisning
1. ↑  Persondetalje om Henrik Jensen Dorch i Odensedatabasen. Hentet 13/2-2022
2. ↑  Persondetalje om Ane Kierstine Lewring i Odensedatabasen. Hentet 13/12-2022
3. ↑  Persondetalje om Rasmus Dorch i Odensedatabasen. Hentet 13/2-2022
4. ↑  Persondetalje om Niels Peter Dorch i Odensedatabasen. Hentet 13/2-2022
5. ↑  Persondetalje om Henrik Jensen Dorch i Odensedatabasen. Hentet 13/2-2022
6. ↑  Persondetalje om Claus Dorch i Odensedatabasen. Hentet 13/12-2022
7. ↑  "Social-Demokraten, "H. C. Andersen glemte hattemager-fadderen", side 7, torsdag den 12.2.1953. Hentet via Mediastream 13/2-2022.
8. ↑  Det Kgl. Bibliotek: "Liigtale over Hendrik Jensen Dorch, Hattemagermester og Dannebrogsmand, d. 4de Septbr. 1867". Hentet 13/2-2022